# Lorske baštine
Lorske baštine je serija ZF knjiga za mlade, koje su napisali James Frey, Greg Boose, i ranije, Jobie Hughes, pod zajedničkim pseudonimom Pittacus Lore.

## Serijal romana Lorske baštine

### Ja sam Broj Četiri
'Ja sam Broj Četiri' prati Johna Smitha, petnaestogodišnjaka s planeta Lorien, i Henrija, njegovog Cêpana (staratelja), u bijegu od Mogadoraca, druge vanzemaljske rase koja lovi Johna i osmero drugih tinejdžera s Loriena koji prebivaju na Zemlji. Tih devet tinejdžera su članovi Garde, skupine Lorske populacije podarene posebnim moćima, "Baštinama". Cêpani, također Lorienci, nemaju Baštine, i dodijeljeni su kao zaštitnici i mentori mladim članovima Garde. Tinejdžere štiti čarolija koja im omogućuje smrt samo ako su ubijeni po brojčanom redoslijedu, koja se primjenjuje samo dok članovi Garde ostaju razdvojeni. Kao dio čarolije, svakom se članu Garde na gležnju stvori ožiljak u obliku broja ako je neki član Garde ubijen. Svaki tinejdžer je dobio Škrinju, dar Lorienskih Starješina, koja sadržava njihovo nasljedstvo. Škrinju mogu otvoriti samo član Garde i Cêpan zajedno, ili, ako je Cêpan ubijen, sam član. Cêpani obično otkrivaju postojanje Škrinje nakon što njihov Garda razvije prvu Baštinu. John dobije prvu Baštinu prvog dana škole u Paradiseu, Ohio. Prva mu je baština Lumina, i omogućava mu otpornost na vatru, a ruke mu svijetle.
Prvo troje je ubijeno, Jedinica u Maleziji, Dvojka u Engleskoj, a Trojka u Keniji. Može ih se ubiti jedino po redoslijedu njihovih brojeva.  Četvorka se skriva na Floridi, i tijekom partyja na plaži s prijateljima, treći ožiljak mu se pojavi na gležnju, indicirajući da su Trojku Mogadorci uhvatili i ubili. John i Henri odlaze u Paradise (Raj), Ohio. Ondje se John zaljubljuje u Sarah Hart, suprotstavi školskom nasilniku i Sarinom bivšem dečku, Marku Jamesu, blisko se sprijatelji sa Samom Goodeom, i posvoji misterioznog bigla kojeg nazove Bernie Kosar. 
Sam otkrije Johnovu tajnu, ali ne odaje ju i postaje potpora Johnu. Sarah također otkriva tajnu kad ju John spasi od požara u Markovoj kući, iskačući s prozora na drugom katu bez ozljede. Pri kraju knjige, Mogadorci pronađu Johna, i započinje bitka u Paradise High School. Šestica pronađe Johna prije bitke, pa se John, Sarah, Sam, Šest, Henri, Bernie Kosar (koji je Lorska Himera koja može mijenjati svoje obličje) i Mark bore protiv Mogadoraca. Mogovi izgube, ali tijekom bitke Henri Johnu ostavlja pismo u kojem mu je sve objašnjeno, prije no što mu umire na rukama, dok su Šestica i Bernie Kosar ozbiljno ozlijeđeni.
Škola je uništena u bitci, a po gradu su razbacana mrtva tijela, te krivnja pada na Johna i Henrija, za koje policija sumnja da su teroristi. John je prisiljen ostaviti Sarah jer je opasnost prevelika. John, Sam, Šestica i Bernie Kosar odlaze iz Raja, u potragu za ostatkom Garde i Samovim ocem, Malcolmom Goodeom, za kojeg Sam vjeruje da su ga oteli vanzemaljci. John se ustručava otvoriti Henrijevo pismo, jer se boji što će unutra saznati.

### Snaga Šestice
Nakon Mogadorskog napada u Raju, Ohio, John, zajedno s najboljim prijateljem Samom, i Šesticom, kreće u potragu za ostalim članovima Garde. Jedna članica Garde nalazi se u samostanu u Španjolskoj, a njen Cepan, Adelina, odbija ju pripremati za nadolazeći rat protiv Mogadoraca. Nemoćna i sama, žudi za bio kakvom viješću o događanjima u svijetu, a kad na internetu vidi Johna Smitha na vijestima, svijet joj se okreće naglavce.